# قصر توغزة
توغزة أو توغزا, بالفرنسية Toughza هي بلدة صغيرة توجد في الجنوب الشرقي للمملكة المغربية وهي تابعة لإقليم تنغير وقيادة النيف التي من ضمنها أيضا بلدات مثل (ازقور، اشباروا، لمغنية، تاعلالت، ايت حمو, تابوريكت، وايت صرود).
تعتبر جمعية الرك بهده البلدة مثالا حيا على التنمية البشرية  فهي تساعد على تطوير قدرات المجتمع بها ماديا ومعنويا.
المنطقة كدالك تتنوع بها المناطق الطبيعية مثل تاقنوشت وتامخطارت وتبخسيت ومن أهم الموارد الاقتصادية بها النشاط الفلاحي والتجاري الدي تعرفه المنطقة منذ القدم.
وكما تعرف البلدة تنوعا على مستوى الطوائف البشرية بالأمازيغية (املوان, اكرامن، ايت بلقاسم).